# Libor Hudáček
Libor Hudáček (ur. 7 września 1990 w Lewoczy) – słowacki hokeista, reprezentant Słowacji, olimpijczyk.
Jego brat Július (ur. 1988) także został hokeistą.

## Kariera
- HK Spišská Nová Ves U18 (2005-2007)
- HK Spišská Nová Ves U20 (2007-2009)
- HK Spišská Nová Ves (2008-2009)
- Slovan Bratysława (2009-2015)
  -  Słowacja U-20 (2009-2010)
- Örebro HK (2015-2018)
- Färjestad BK (2018)
- Bílí tygři Liberec (2018-2020)
- Nieftiechimik Niżniekamsk (2020-2021)
- Lausanne HC (2021)
- Nieftiechimik Niżniekamsk (2021)
- HC Lugano (2021-)

Wychowanek klubu HK Spišská Nová Ves. Od maja 2009 zawodnik Slovana Bratysława. Od maja 2015 zawodnik szwedzkiego klubu Örebro HK (którego zawodnikiem w 2014 został jego brat Július). Od lutego do marca 2018 przez miesiąc był wypożyczony do Färjestad BK. Od maja 2018 zawodnik Bílí tygři Liberec. W maju 2020 został zawodnikiem rosyjskiego Nieftiechimika Niżniekamsk. U kresu sezonu zasadniczego KHL (2020/2021), pod koniec lutego 2021 przeszedł do szwajcarskiego zespołu Lausanne HC. W maju 2021 ponownie został zaangażowany przez Nieftiechimik Niżniekamsk. Od października 2021 zawodnik HC Lugano
Uczestniczył w turniejach mistrzostw świata w 2012, 2013, 2015, 2016, 2017, 2019, zimowych igrzysk olimpijskich 2022.

## Sukcesy
Reprezentacyjne
- Srebrny medal mistrzostw świata: 2012
- Brązowy medal zimowych igrzysk olimpijskich: 2022

Klubowe
- Mistrzostwo 1. ligi: 2009 z HK Spiska Nowa Wieś
- Srebrny medal mistrzostw Słowacji: 2010
- Złoty medal mistrzostw Słowacji: 2012